# Aukščiausioji lyga 1969
L'edizione 1969 dell'Aukščiausioji lyga fu la venticinquesima come campionato della Repubblica Socialista Sovietica Lituana; il campionato fu vinto dallo Statybininkas Šiauliai, giunto al suo 1º titolo.

## Formula
Il numero di squadre salì a 18: al posto delle retrocesse Autoparkas Kaunas e Linų Audiniai Plungė, arrivarono le neo promosse Tauras, Vienybė ed Ekranas, oltre alla formazione riserve dello Žalgiris. Tuttavia quest'ultima squadra si ritirò dopo il girone di andata e i suoi risultati furono annullati
Le 17 formazioni si incontrarono in gironi di andata e ritorno, per un totale di 32 incontri per squadra. Le squadre classificate agli ultimi due posti retrocessero.

## Classifica finale
|                        | Pos. | Squadra                 | Pt | G  | V  | N  | P  | GF | GS | DR  |
| ---------------------- | ---- | ----------------------- | -- | -- | -- | -- | -- | -- | -- | --- |
| RSS Lituana (bandiera) | 1.   | Statybininkas Šiauliai  | 49 | 32 | 20 | 9  | 3  | 56 | 17 | +39 |
|                        | 2.   | Nevėžis                 | 47 | 32 | 20 | 7  | 5  | 63 | 26 | +37 |
|                        | 3.   | Inkaras Kaunas          | 43 | 32 | 18 | 7  | 7  | 46 | 20 | +26 |
|                        | 4.   | Atletas Kaunas          | 42 | 32 | 15 | 12 | 5  | 45 | 19 | +26 |
|                        | 5.   | Statyba Panevėžys       | 41 | 32 | 16 | 9  | 7  | 50 | 31 | +19 |
|                        | 6.   | Lima Kaunas             | 39 | 32 | 14 | 11 | 7  | 48 | 29 | +19 |
|                        | 7.   | Politechnika Kaunas     | 38 | 32 | 15 | 8  | 9  | 37 | 26 | +11 |
|                        | 8.   | Vienybė Ukmergė         | 33 | 32 | 13 | 7  | 12 | 40 | 33 | +7  |
|                        | 9.   | Granitas Klaipėda 2     | 30 | 32 | 10 | 10 | 12 | 26 | 27 | -1  |
|                        | 10.  | Minija Kretinga         | 30 | 32 | 10 | 10 | 12 | 32 | 36 | -4  |
|                        | 11.  | Ekranas                 | 27 | 32 | 11 | 5  | 16 | 40 | 49 | -9  |
|                        | 12.  | Pažanga Vilnius         | 26 | 32 | 7  | 12 | 13 | 34 | 49 | -15 |
|                        | 13.  | Banga Kaunas            | 25 | 32 | 8  | 9  | 15 | 27 | 43 | -16 |
|                        | 14.  | Sūduva                  | 23 | 32 | 9  | 5  | 18 | 26 | 54 | -28 |
|                        | 15.  | Tauras                  | 22 | 32 | 6  | 10 | 16 | 22 | 42 | -20 |
|                        | 16.  | Elnias Šiauliai         | 15 | 32 | 3  | 9  | 20 | 21 | 57 | -36 |
|                        | 17.  | Žalgiris Naujoji Vilnia | 14 | 32 | 4  | 6  | 22 | 23 | 78 | -57 |
|                        | 18.  | Žalgiris-2              |    |    |    |    |    |    |    |     |